# Žaludeční vřed
Žaludeční vřed (též peptický vřed nebo gastroduodenální vřed) je zánětlivé onemocnění žaludku, při němž je stěna žaludeční sliznice poškozena přímým působením kyseliny chlorovodíkové z žaludeční šťávy, pH se pohybuje kolem 1–2. Za normálních okolností je sliznice žaludku chráněna zejména vrstvou hlenu (mucinu). V případě poškození ochranné vrstvy, ať již snížením tvorby mucinu, nebo zvýšeným odstraňování mucinu, může dojít k poškození sliznice. Poškozeno je obvykle okrouhlé ložisko v průměru dosahujícím až několika centimetrů. Protože jako ochranný faktor se uplatňuje i uspořádání krevního toku (krev ve stěně žaludku je zásaditější než krev v těle), objevují se nejčastěji léze v místech s nižším průtokem krve, tedy v malém ohbí (malé kurvatuře) žaludku.
Příčiny jsou různé, patří mezi ně:

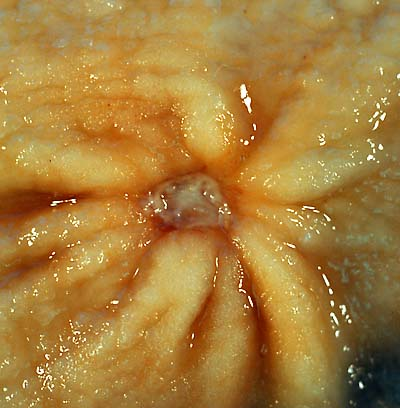
Benigní peptický vřed nalezený ve spodní části žaludku před vrátníkem (pylorus); právě v této oblasti zvané antrum se peptický vřed často vyskytuje. Vzorek z vyoperovaného žaludku (tj. po gastrektomii)

- infekce bakterií Helicobacter pylori, která narušuje ochrannou vrstvu sliznice;
- polékové vředy – zejména nesteroidní protizánětlivé látky (ibuprofen) a glukokortikoidy;
- vředy z akutního stresu (např. chirurgického výkonu) – cestou vyplavených glukokortikoidů;
- nadměrná produkce některých hormonů – např. gastrinu při Zollingerově-Ellisonově syndromu.

## Příznaky
Mezi obecné projevy žaludečních vředů patří bolest žaludku (na lačno, po jídle), nechutenství, nauzea, zvracení, průjem. Žaludek a dvanáctník spolupracují při zpracovávání potravy, proto i příznaky spojené s vředovou chorobou jsou do značné míře závislé na příjmu a složení toho, co právě jíme. Nejčastěji lze cítit bolest v nadbřišku, která u dvanáctníkového vředu může vystřelovat i do zad. Bolest se charakteristicky zesiluje po jídle. Žaludeční vřed vyvolává svíravé bolesti v nadbřišku nejčastěji do dvou hodin od posledního jídla, kdežto při onemocnění dvanáctníkovým vředem se maximum bolesti dostavuje teprve dvě až čtyři hodiny po jídle. Obtíže většinou probíhají dlouhodobě a málokdy odpovídají skutečnému rozsahu vředu. Obrovský žaludeční vřed může být náhodným nálezem u člověka, který nikdy bolestmi břicha netrpěl.

## Rizikové faktory
Kouření, pití kávy, pití alkoholu, stres, špatná životospráva (vysoký obsah tuku a soli v potravě), dědičnost, léky (např. ibuprofen).

## Vyšetření
Pohled, pohmat, poklep, stanovení průkazu na Helicobacter pylori, endoskopie.

## Léčba
- antacida, antiulceróza
- antagonisté H2-receptorů
- antagonisté M3-receptorů
- inhibitory protonové pumpy (omeprazol)
- antibiotika (k eradikaci H. pylori).
- vazoaktiva (somatostatin)

## Komplikace
- penetrace (průnik vředu na jiný orgán)
- perforace (proděravění žaludku)
- krvácení do zažívacího traktu (objevuje se černá typicky zapáchající průjmovitá stolice s obsahem natrávené krve, tzv. meléna)
- prasknutí (příznaky: zvracení krve; zástava krvácení se provádí endoskopicky).